# Olympische Sommerspiele 1948/Fußball – Vorrunde
Spiele der Vorrunde des olympischen Fußballturniers 1948.

Die Gewinner qualifizierten sich für das Achtelfinale.

## Niederlande – Irland 3:1 (2:0)
| Niederlande                                             | Niederlande | Irland | Irland |
| ------------------------------------------------------- | --- | --- | ------ |
| Niederlande                                             | \| 26. Juli 1948 um 18:00 Uhr in Portsmouth (Fratton Park) \| \| Zuschauer: 8.000 \| \| Schiedsrichter: George Reader ( Großbritannien) \|                                                                        | \| 26. Juli 1948 um 18:00 Uhr in Portsmouth (Fratton Park) \| \| Zuschauer: 8.000 \| \| Schiedsrichter: George Reader ( Großbritannien) \|                                                               | Irland |
| Niederlande                                             | Piet Kraak – Jeu van Bun, Henk Schijvenaar – Kees Krijgh, Rinus Terlouw, Arie de Vroet – Cock van der Tuijn, Kees Rijvers, André Roosenburg, Faas Wilkes, Abe Lenstra Cheftrainer: Jesse Carver ( Großbritannien) | Denis Lawler – Frank Glennon, Billy Richardson – William Barry, Paddy Kavanagh, William O’Grady – Peter McDonald, Emmet McLoughlin, Desmond Cleary, Brendan O’Kelly, Bobby Smith Cheftrainer: John Carey | Irland |
| Niederlande                                             | 1:0 Wilkes (1.) 2:0 Roosenburg (11.) 3:1 Wilkes (74.) | 2:1 O’Kelly (52.) | Irland |
| 26. Juli 1948 um 18:00 Uhr in Portsmouth (Fratton Park) | | |        |
| Zuschauer: 8.000                                        | | |        |
| Schiedsrichter: George Reader ( Großbritannien)         | | |        |

Quelle: Nederlands XI slaat Ierland met 3-1 in sportieve, matige wedstrijd in Sportkroniek vom 27. Juli 1948 (niederländisch).

## Luxemburg – Afghanistan 6:0 (3:0)
Anmerkung: Es ist nicht übermittelt, wann die Tore gefallen sind. Es ist nur übermittelt, dass jeweils drei Tore pro Halbzeit geschossen wurden.
| Luxemburg                                                 | Luxemburg | Afghanistan | Afghanistan |
| --------------------------------------------------------- | --- | --- | ----------- |
| Luxemburg                                                 | \| 26. Juli 1948 um 18:00 Uhr in Brighton (Goldstone Ground) \| \| Zuschauer: 5.000 \| \| Schiedsrichter: A. C. Williams ( Großbritannien) \|                                                               | \| 26. Juli 1948 um 18:00 Uhr in Brighton (Goldstone Ground) \| \| Zuschauer: 5.000 \| \| Schiedsrichter: A. C. Williams ( Großbritannien) \|                                                                          | Afghanistan |
| Luxemburg                                                 | Bernard Michaux – Nicolas Pauly, Jean Feller – Raymond Wagner, Victor Feller, Nicolas May – Jules Gales, Jean-Pierre Kremer, Nicolas Kettel, Max Paulus, Fernand Schammel Cheftrainer: Jean-Pierre Hoscheid | Abdul Ghafoor Assar – Mohamed Ibrahim Gharzai, Abdul Ghafoor Yusufzai – Abdul Shakur Azimi, Yar Barakzai, Abdul Ahat Kharot – Mohammad Kharot, Mohammad Afzal, Abdul Ghani Assar, Abdul Hamid Tajik, Mohammad Yusufzai | Afghanistan |
| Luxemburg                                                 | 1:0 Gales 2:0 Kettel 3:0 Schammel 4:0 Paulus 5:0 Gales (80.) 6:0 Paulus | | Afghanistan |
| 26. Juli 1948 um 18:00 Uhr in Brighton (Goldstone Ground) | | |             |
| Zuschauer: 5.000                                          | | |             |
| Schiedsrichter: A. C. Williams ( Großbritannien)          | | |             |